# Anthony Archer-Wills
Anthony Archer-Wills (* 6. September 1946 in Großbritannien) ist ein britischer Autor und Gartendesigner.
In der TV-Sendung Der Pool-Profi (engl. The Pool Master), welche vom Discovery Channel produziert wird und in Deutschland auf DMAX zu sehen ist, entwirft und baut er Poolanlagen, die, anders als die meisten anderen Pools, so natürlich wie möglich aussehen sollen und ohne Chemikalien sauber gehalten werden. Beispielsweise baute er einen Pool für den Zoo in Bristol.
Des Weiteren ist Wills Autor mehrerer Bücher rund um das Thema Wasser im Garten- und Landschaftsbau.
Er hat eine Tochter, Catherine Archer-Wills.

## Publikationen
- Die Kraft des Wassers: Gartendesign von der Quelle bis zum Pool (deutsch - 1999) - ISBN 3875848047 - (englisch: Water Power)
- The Water Gardener (englisch - 1993) -  ISBN 0711207755
- Designing Water Gardens: A Unique Approach (englisch - 2000)